# ورزشگاه بنتنگ
ورزشگاه بنتنگ (به لاتین: Benteng Stadium) یک ورزشگاه در اندونزی است که در تانگرانگ واقع شده‌است.